# Rolê
Le rolê (sortie / enroulé, en portugais) est un mouvement de base très utilisé en capoeira qui consiste à se déplacer au sol en tournant sur le côté.

## Technique
Le plus généralement à partir d'une position basse, comme la negativa ou la queda de quatro, il faut poser les mains au sol et tourner sur soi-même en avançant l'une des jambes sur le côté de manière à se retrouver à 4 pattes de dos à l'adversaire (à ce stade, on a fait un meio rolê, la moitié d'un rolê), puis continuer la rotation en ramenant l'autre jambe pour revenir face à lui.
Pendant ce mouvement, il faut garder le corps fermé et les jambes près de soi.

## Rolê de cabeça
Le rolê de cabeça (« rolê de tête », en portugais) est une variante du rolê qui consiste à poser la tête au sol comme appui supplémentaire.
Le rolê de cabeça se fait très proche du sol et est principalement utilisé dans les jeux « de dentro » (Angola, Benguela...).